# اریک پونتوپیدان

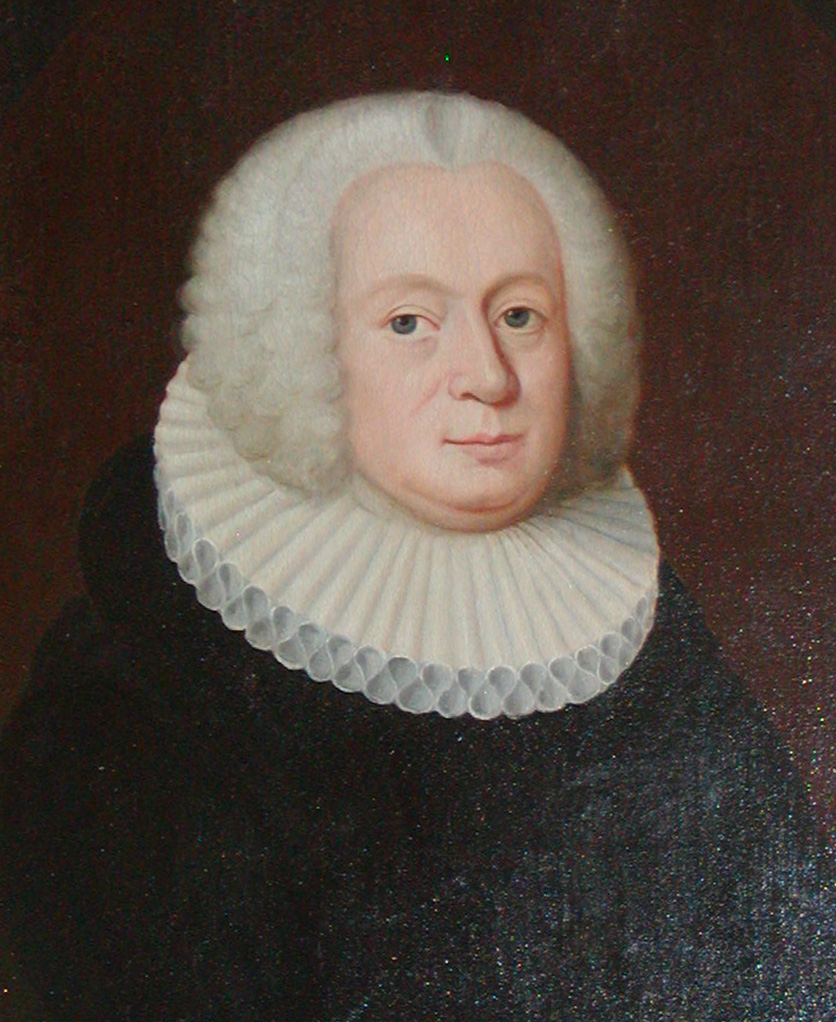
اریک پونتوپیدان

اریک پونتوپیدان (دانمارکی: Erik Pontoppidan زاده ۲۴ اوت ۱۶۹۸ در آرهوس - ۲۰ دسامبر ۱۷۶۴ در کپنهاگ) نویسنده، اسقف، مورخ و عتیقه‌شناس دانمارکی بود.